# Kristna Reformerta Kyrkan i Nederländerna
Kristna Reformerta Kyrkan i Nederländerna, Christelijke Gereformeerde Kerk in Nederland (CGKN) var ett kalvinistiskt trossamfund bildat 1869 genom samgående mellan de Christelijke Afgescheiden Gemeenten och de Gereformeerde Kerken onder het Kruis. 
Majoriteten av församlingarna gick 1892 ihop med en annan utbrytargrupp ur
Nederländska reformerta kyrkan och bildade Reformerta kyrkan i Nederländerna.
En minoritet behöll det ursprungliga namnet tills man 1947 bytte namn till Kristliga Reformerta Kyrkor (Christelijke Gereformeerde Kerken).
I dag har detta samfund omkring 75 000 medlemmar i Nederländerna.